# Virtuelle Bibliothek
Virtuelle Bibliotheken sind eine Spezialform von Webportalen für die Informationssuche. Anders als Online-Bibliotheken halten sie die von ihnen präsentierten digitalen Medien nicht selbst bereit; diese befinden sich vielmehr im Besitz und unter der Kontrolle der jeweiligen Anbieter auf deren Webservern.

## Spielarten und Arbeitsweise
Als eine durch die berücksichtigte Dokumentart definierte Spezialbibliothek bedienen sie sich der in der Bibliothekswissenschaft entwickelten und in „realen“ Bibliotheken praktizierten Methoden der Bibliotheksverwaltung, soweit sie auf eine Sammlung von Internetveröffentlichungen anwendbar sind. Die virtuelle Bibliothek ist ein Gegenstand der Bibliothekswissenschaft.
Der von der virtuellen Bibliothek geschaffene Mehrwert besteht in der qualitativen Auswahl, der formalen und inhaltlichen Erschließung der verzeichneten Internetveröffentlichungen. In der Praxis sind zahlreiche Formen von Bibliothekaren erstellter Internetportale anzutreffen, die meist nur einen Teil der bibliothekarischen Erschließungsmittel verwenden, so dass der Übergang zwischen einer Linksammlung und einer virtuellen Bibliothek fließend ist.
Hinsichtlich ihres Umfangs bestehen je nach Grad der intellektuellen Erschließung und der Personalausstattung große Unterschiede zwischen virtuellen Bibliotheken. Vollständigkeit der intellektuellen Interneterschließung ist naturgemäß nicht herstellbar und kann allenfalls bei Spezialsammlungen – im Rahmen des Möglichen – angestrebt werden. Die virtuelle Bibliothek kann und will Suchmaschinen nicht ersetzen, sondern ergänzen. Sofern die virtuelle Bibliothek selbst von Suchmaschinen erfasst wird, leistet sie einen Beitrag zur Verbesserung der mittels Suchmaschinen zu erzielenden Rechercheergebnisse.
Virtuelle Bibliotheken werden kooperativ oder von einzelnen Bibliotheken beziehungsweise Personen gepflegt. Sie lassen sich durch das abgedeckte Fachgebiet, die einbezogenen Dokumentarten, die Internationalität beziehungsweise den Sprachraum sowie die Zielgruppe näher charakterisieren.
Zu den wichtigen von virtuellen Bibliotheken präsentierten Arten an Internetveröffentlichungen gehören
- elektronische Texte
- Mailing-Listen
- Webseiten von Institutionen und Verbänden
- Webseiten des spezialisierten Buchhandels
- Link-Sammlungen
- Nachschlagewerke, darunter z. B. (Literatur-)Datenbanken, Wörterbücher, Bibliografien
- Die Elektronische Zeitschriftenbibliothek (EZB) und weitere, darin nicht verzeichnete Online-Zeitschriften
- Elektronische Zeitungen
- auditive und visuelle Online-Medien.

„Linksammlung“ ist das Charakteristikum, das virtuelle Bibliotheken von digitalen Bibliotheken unterscheidet.
Die virtuellen Bibliotheken kann man in zwei Typen unterteilen: Zum einen gibt es virtuelle Bibliotheken die „allein“ aus einer nach Themenbereichen kategorisierten Linksammlung zu elektronischen Informationen im Internet bestehen.
Beispiele für diesen Typ der virtuellen Bibliothek sind die Düsseldorfer Virtuelle Bibliothek und die Virtuelle Allgemeinbibliothek. Die Schopfheimer hypervirtuelle Bibliothek war eine virtuelle Bibliothek virtueller Bibliotheken.
Der zweite Typ der virtuellen Bibliothek bietet darüber hinaus eine Rechercheeinheit zum Auffinden von elektronischen und papiergebundenen Fachtexten, oftmals außerdem ein Open-Access-Repositorium nebst Recherchezugang. Ein Beispiel hierfür ist die Virtuelle Fachbibliothek Biologie vifabio. Das Portal vascoda bündelte diese Rechercheeinheiten virtueller Fachbibliotheken in einer Meta-Suchmaschine. 2011 wurde dieser Dienst eingestellt.
Den virtuellen und digitalen Bibliotheken ist gemeinsam, dass das Auffinden von elektronisch vorliegenden wissenschaftlichen oder qualitätsgeprüften allgemein interessierenden Informationen einen wichtigen Stellenwert einnimmt.

## Direkter Zugang zu Volltexten
Viele Fachzeitschriften bieten Abstracts oder vollständige Zeitschriftenaufsätze kostenlos oder auf der Basis des Micropayment an. Sehr viele Artikel sind über die Portale der Hochschulbibliotheken (für die jeweiligen Kunden) erreichbar.
Mittlerweile ist es üblich, dass Dissertationen in elektronischer Form eingereicht werden, so dass diese im Internet verfügbar gemacht werden können.
Unter anderem stellt das Project Gutenberg digitalisierte Literatur online bereit, die gemeinfrei geworden ist.
Lateinische Texte bietet The Latin Library.

## Recherche und Bestellung
Für Literaturinformationen gibt es Katalogdatenbanken, deren Daten über Retrievalsysteme abgefragt werden können.
Hinsichtlich der Monografien ist der Karlsruher Virtuelle Katalog die Hauptmöglichkeit der weltweiten Recherche über eine Meta-Suchmaschine.
Wichtige Datenbanken für Zeitschriftenaufsätze sind in Deutschland JADE und MEDLINE. An JADE sind die Bestellmöglichkeiten digitalisierter Artikel via JASON und subito geknüpft, bei MEDLINE sind direkte Bestellungen möglich. Die Artikel werden hier als Scans per E-Mail zugestellt.